# Jean-Christian de Palatinat-Soulzbach
Jean-Christian-Joseph de Palatinat-Soulzbach, (en allemand : Johann Christian Joseph von Pfalz-Sulzbach) (né le 23 janvier 1700 à Soulzbach et mort le 20 juillet 1733 dans la même ville) est comte palatin de Soulzbach de 1732 à 1733.

## Biographie
Jean-Christian est le second fils de Théodore-Eustache, comte palatin de Soulzbach, et de Éléonore de Hesse-Rheinfels-Rotenbourg. Son frère aîné est Joseph Charles. Après la mort de ce dernier en 1729, Jean-Christian devient héritier à la fois du duché de Palatinat-Soulzbach et du palatinat du Rhin. En 1732, il succède à son père comme comte palatin de Soulzbach, mais il meurt un an plus tard sans avoir hérité du Palatinat.
Jean-Christian est marié à Marie-Henriette de La Tour d'Auvergne, marquise de Bergen op Zoom. Leur fils Charles Théodore succède à Jean-Christian en 1733. Il devient également comte palatin du Rhin en 1742 puis électeur de Bavière en 1777. En 1731, à Mannheim, Jean-Christian se remarie avec sa cousine Éléonore de Hesse-Rheinfels-Rotenbourg mais ce mariage reste sans postérité.

### Mariage et descendance
De son mariage avec Marie-Anne-Henriette de La Tour d'Auvergne, Jean-Christian Joseph a Charles-Théodore (1724 - 1799) puis Marie Anne (1728 - 1728).